# 聯合太平洋鐵路M-10000型列車
M-10000型列車為聯合太平洋鐵路於1934年投入使用的一型柴油動力的列車組，亦是美國第一種柴油動力，輕量型鋁合金車身，流線型外觀，固定編組的高速鐵路列車。在M-10000型的基礎上，聯合太平洋鐵路相繼訂購了高速列車組M-10001至M-10006。其中M-10001曾經於1934年10月創下了美國東西海岸平均運營速度紀錄，並保持至今。所有的M-10000系列列車組均投入商業客運，並和伯靈頓鐵路和風號系列列車進行競爭。 M-10000在第二次世界大戰期間由於金屬材料回收政策而於1942年被拆解回收。其餘列車於1939年代末期至1950年代初期先後退役

## M-10000
1920年代，柴油機車開始出現，為鐵路運輸提供了新的動力來源。同時由於汽車的發明和推廣，美國鐵路客運里程數開始下降，客運市場也出現萎縮。蒸氣動力的客運列車已經無法滿足乘客對旅行速度和舒適度的需要。因此各大鐵路公司均躍躍欲試，一方面整修車站，改善設備以提高舒適性，另一方面亦更新列車裝備，以提高運營速度。1920年代末期，車用柴油機的功率重量比有了顯著的提高，第一次世界大戰時蓬勃發展的航空工業帶動了材料學進步。聯合太平洋鐵路計劃研製一款輕型車體，自帶內燃機動力，電力傳動的高速列車，以滿足乘客對速度和舒適度的需求。

### 技術特徵
車體由普爾曼標準公司生產，引擎為通用汽車在克利夫蘭的子公司，溫頓引擎公司製造的600hp（450kW）V12型柴油機。通用汽車電機分部（EMC，易安迪機車公司）負責總裝。引擎信號為溫頓201A型（和早期201型引擎沒有關係）。列車的空氣制動壓縮機，主發電機，牽引電動機和控制設備則由奇異公司生產。